# 庫曉韋 (沃倫斯基新城區)
50°37′22″N 27°40′20″E / 50.62278°N 27.67222°E
庫曉韋（烏克蘭語：Кущове），是烏克蘭北部的村落，隸屬日托米爾州的茲維亞赫爾區。該村面積0.97平方公里，海拔高度234米，2001年人口140，人口密度每平方公里145.08人。